# Agripa (astronom)
Agripa ( ? - 92. po. Kr.), grčki astronom. Jedino što se o njemu zna jesu astronomska promatranja koje je napravio 92. po. Kr., a navodi ih Ptolomej (Almagest, VII, 3). Ptolomej piše da je u dvanaestoj godini vladavine Domicijana, sedmog dana bitinijskog mjeseca Metrousa, Agripa promatrao pomrčinu dijela Plejada od najjužnijeg dijela Mjeseca.
Svrha Agripina promatranja bila je vjerojatno provjera precesije ekvinocija, koju je otkrio Hiparh.
Mjesečev krater Agrippa nazvan je po njemu.

## Vanjske poveznice
- Imago Mundi: Agrippa